# Otmar Thormann
Otmar Thormann född 1944 i Graz, är en svensk fotograf.
Han är sedan 1965 verksam i Stockholm. Hans fotografier har ställts ut i såväl Sverige som internationellt. Han fick också representerad i Moderna Museets samling av fotografi. 